# Onychoprion lunatus
Onychoprion lunatus là một loài chim trong họ Laridae.